# احتشاد (عسكري)

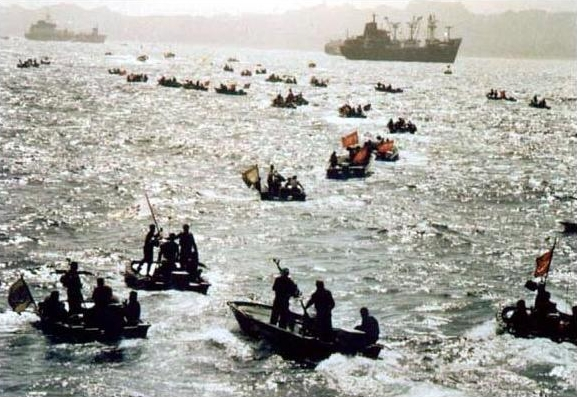
الزوارق السريعة التابعة لفيلق الحرس الثوري الإسلامي تحتشد أثناء مناورة الشهادة (تمرين الاستشهاد) في الخليج العربي.

الاحتشاد العسكري هو تكتيك مصَمم في ميدان المعركة لتحقيق أكبر قدر ممكن من الهجوم الساحق، لإرباك دفاعات الهدف الرئيس أو العدو أو سحقها. من ناحية أخرى، يتمكن المدافعون من التغلب على محاولات الاحتشاد باتخاذ تدابير مضادة له تهدف إلى إبطال مفعول مثل هذه الهجمات أو صدها.
غالبًا ما تصادَف حالات الاحتشاد العسكري في الحروب غير المتكافئة، فلا تكون القوات المتنازعة بنفس الحجم أو السعة. في مثل هذه الحالات، ينطوي الاحتشاد على استخدام قوة لا مركزية ضد الخصم، بطريقة تركز على إمكانية التنقل والتواصل واستقلالية الوحدة والتناسق أو تحقيق التزامن. تاريخيًا، استخدمت القوات العسكرية مبادئ الاحتشاد دون دراستها بوضوح، لكن ثمة بحوث نشطة في وقتنا الحاضر لتحقيق دراسة واعية للعقائد العسكرية التي تستمد الأفكار من الاحتشاد. هناك نماذج مختلفة أخرى من الاحتشاد في الحالات الطبيعة وغير العسكرية. غالبًا ما تكون النماذج الموجهة بيولوجيًا أنظمة تكيفية معقدة، إلا أنها لا تمتلك تخطيطًا مركزيًا وقواعد فردية بسيطة وسلوكًا غير حتمي قد يتطور مع الموقف أو لا يتطور معه.
تتطرق الاستكشافات العسكرية الحالية التي تُعنى بالاحتشاد إلى نطاق العمليات العسكرية، من الاستراتيجية إلى التكتيكية. قيّم فريق من الخبراء دور الاحتشاد في «الثورة في الشؤون العسكرية» أو في تحويل القوة. لاحظوا أن الاحتشاد العسكري تكتيكي في المقام الأول، وعملي أحيانًا، ونادرًا ما يكون استراتيجيًا، ويُعد الاحتشاد مكملًا لجهود أخرى عوضًا عن أن يكون بديلًا منها. يُعتبر الاحتشاد امتدادًا منطقيًا للحرب المرتكزة حول الشبكة، إلا أن الشبكات اللازمة لتحقيق عملية الاحتشاد أُتيحت في الفترة بين عامي 2010 و2011 تقريبًا. في الوقت الحاضر، لا يتوفر الربط الشبكي الخاص بالاحتشاد إلا في سياقات محددة.

## الاحتشاد في التاريخ
في بعض الأحيان، يطبق المتحمسون للاحتشاد هذا التكتيك على المواقف التي تنطوي على أوجه تشابه ظاهرية، لكنهم لا يستوفون شروط الحشود. بالرغم من أن الحشود تتقارب بالفعل نحو هدف ما، لا يمثل كل عمل عسكري تتعرض فيه وحدات متعددة للهجوم من كل جوانب الهدف احتشادًا. هناك صراعات أخرى تتناسب مع نموذج الاحتشاد، لا سيما الصراعات التاريخية، إلا أن القادة المعنيين لم يستخدموا هذا المفهوم. رغم ذلك فإن الأمثلة التاريخية تساهم في توضيح ما يفعله المحللون المعاصرون ولا تأخذ الاحتشاد بعين الاعتبار.
من بين الأمثلة التاريخية التي تشتمل على بعض عناصر الاحتشاد على الأقل

### حصار سمرقند
أثناء حصار سمرقند، استخدم سبيتامينز رماة الخيل الباختريانيون لشن هجمات ساحقة على سرية إغاثة أرسلها الإسكندر الأكبر. حاصر رماة الخيل الباختريانيون العديد من الفيالق المقدونية، ما تركهم بمنأى عن متناول أسلحة المعركة، وأطلقوا السهام حتى لم يتبقَّ منها شيء. كان الرماة ينسحبون بعد ذلك إلى نقطة الامداد، بينما يحل محلهم في بعض الأحيان حشد آخر من رماة الخيل، وتارة قد يهاجمون أماكن أخرى. في النهاية تسبب الباختريانيون في اختراق تنظيم الفيالق المقدونية وتدميرها. أدرك الإسكندر عدم قدرة قواته على محاربة رماة الخيول على نحو مباشر، بل إن رماة الخيول احتاجوا إلى إعادة التزود بالذخيرة والخيول والأسهم. قسّم الإسكندر قواته إلى خمسة طوابير وبدأ ببناء الحصون في المناطق التي أعاد الباختريانيون إمدادها. نجحت تكتيكاته المضادة للاحتشاد في النهاية، وبعد قطع الإمدادات عن الباختريانيين، أصبح لزامًا عليهم مواجهة الفيلق المقدوني، الذي كان متفوقًا إلى حد كبير في المعترك. منح الإسكندر الأولوية لإشراك العصابات المسلحة أو غيرها من القوات الضئيلة المتنقلة. كان سبيتامينز فاعلًا طالما كانت قواته متنقلة، وكانت لديه اتصالات كافية مع السعاة المتنقلين. وبمجرد إرغامه على الدخول في معركة مباشرة مع قوات كبيرة، فقد رأسه بمعنى الكلمة. في معركة نهر سيحون، واجه الإسكندر مرة أخرى تكتيكات الاحتشاد من رماة الخيل السكوثيين. أرسل الإسكندر وحدة من سلاح الفرسان المكثفة لتتقدم الصف الرئيس. وكما هو متوقع، أحاط الفرسان السكوثيون بفرقة الخيالة المنفصلة. في اللحظة المناسبة، عكس فرسان الإسكندر اتجاههم ودفعوا نصف القوات السكوثية مباشرة نحو الفيلق الرئيس لجيش الإسكندر، حيث ذُبِحوا هناك. بعد رؤية ذلك، انسحب النصف المتبقي من الجيش السكوثي من المعركة.